# رضا چراغی
رزاق چراغی معروف به رضا چراغی (۱ فروردین ۱۳۳۶ – ۲۵ فروردین ۱۳۶۲) نظامی ایرانی بود، که در خلال جنگ ایران و عراق از فرماندهان سپاه پاسداران انقلاب اسلامی به شمار می آمد و فرماندهی لشکر ۲۷ محمد رسول‌الله را برعهده داشت.
وی، ۲۵ فروردین ۱۳۶۲، در جریان عملیات والفجر یک در فکه کشته شد.

## زندگی
رضا چراغی ۱ فروردین ۱۳۳۶ در خانواده ای مذهبی در ستق ساوه متولدشد.

## وقایع کردستان
چراغی پس از وقوع انقلاب ۱۳۵۷ به سپاه پاسداران پیوست. با شروع وقایع کردستان به مریوان رفت و مدتی جانشین فرمانده سپاه «دزلی» و زمانی نیز مسئول محور مریوان بود.

## جنگ ایران و عراق
چراغی پس از شروع جنگ با تیپ ۲۷ محمد رسول‌الله به جنوب اعزام شد و از اواسط سال ۱۳۶۰ تا اواخر تیرماه ۱۳۶۱ فرماندهی گردان حمزه سیدالشهدا را بر عهده داشت. او با همین مسئولیت در دو عملیات فتح‌المبین و بیت‌المقدس شرکت کرد.
چراغی در تاریخ ۴ مرداد ۱۳۶۱ در بحبوحه عملیات رمضان و پس از درگذشت اسماعیل قهرمانی به سمت قائم مقام فرماندهی تیپ ۲۷ محمد رسول‌الله منصوب شد.
وی همچنین در عملیات مسلم بن عقیل به عنوان فرمانده تیپ ۲۷ محمد رسول‌الله شرکت داشت و در عملیات والفجر مقدماتی پس از این که تیپ ۲۷ به لشکر تبدیل شد، فرماندهی آن را بر عهده گرفت. در عملیات والفجر مقدماتی، به او لقب «شمشیر لشکر» را دادند. 

## درگذشت
رضا چراغی، ۲۵ فروردین ۱۳۶۲ در عملیات والفجر ۱ و در منطقه عمومی فکه کشته شد. پیکر او در قطعه ۲۴ بهشت زهرا بخاک سپرده شد.